# Unión Democrática Fernandina
La Unión Democrática Fenandina (UNDEMO) fue un partido político de Guinea Ecuatorial, creado para representar los intereses del pueblo fernandino de la isla de Bioko.

## Historia
Al igual que la Unión Bubi, el partido fue creado en 1967 para su participación en la Conferencia Constitucional iniciada ese año. Su líder era Wilwardo Jones Níger, y otras figuras importantes fueron Carlos Cabrera James, Agustín Daniel Grange Molay, Manuel Nascimento Ceita y Manuel Morgades Besari.
Durante la Conferencia Constitucional, la UNDEMO defendió junto a la Unión Bubi las tesis separatistas según las cuales la isla de Fernando Poo debía declarar su independencia de forma separada a Río Muni.
En las Elecciones generales de Guinea Ecuatorial de 1968 no presentó candidato presidencial propio y tampoco obtuvo representación en la Asamblea Nacional. En la segunda vuelta de las elecciones presidenciales, sin embargo, apoyó al candidato de la Idea Popular de Guinea Ecuatorial (IPGE), Francisco Macías Nguema.
En 1970 la UNDEMO fue ilegalizada junto a los demás partidos existentes luego de que Macías estableciera el Partido Único Nacional de los Trabajadores (PUNT) como partido único e iniciara un régimen dictatorial que se prolongaría hasta 1979.